# Conicofrontia bipartita
Conicofrontia bipartita är en fjärilsart som beskrevs av George Francis Hampson 1910. Conicofrontia bipartita ingår i släktet Conicofrontia och familjen nattflyn. Inga underarter finns listade i Catalogue of Life.